# Plectoptilus myops
Plectoptilus myops är en spindelart som beskrevs av Simon 1905. Plectoptilus myops ingår i släktet Plectoptilus och familjen dansspindlar. Inga underarter finns listade i Catalogue of Life.